# نويشتات باي كوبورغ
نوياشتات باي كبورغ (بالألمانية: Neustadt bei Coburg) هي بلدة ألمانية تقع في ألمانيا في بافاريا. يقدر عدد سكانها بـ 16,368 نسمة .

## المدن التوأمة
مدن زونهبرغ، فيلنوف سور لوت و غويا، خيريز دي لا فرونتيرا (مدينة) هي مدن توأمة لـنوياشتات باي كبورغ.

## أعلام
- إريك باغ
- إريتش بير
- كارل أرنولد